# Batesbeltia pullata
Batesbeltia pullata är en skalbaggsart som beskrevs av Lane 1964. Batesbeltia pullata ingår i släktet Batesbeltia och familjen långhorningar. Inga underarter finns listade.